# Nawabganj Sadar Upazila
Nawabganj Sadar Upazila är ett underdistrikt i Bangladesh.   Det ligger i provinsen Rajshahi, i den västra delen av landet, 240 km väster om huvudstaden Dhaka.
Trakten runt Nawabganj Sadar Upazila består till största delen av jordbruksmark. Runt Nawabganj Sadar Upazila är det tätbefolkat, med 636 invånare per kvadratkilometer.